# Lighthouse Reports
Lighthouse Reports, registriert als Stichting Lighthouse Reports Utrecht, ist eine niederländische unabhängige gemeinnützige Stiftung für kollaborativen investigativen Journalismus, die mit Redaktionen in ganz Europa zusammenarbeitet und so internationale Recherchen ermöglicht.

## Geschichte
Lighthouse Reports wurde von den Journalisten Klaas van Dijken und Ludo Hekman 2019 in den Niederlanden gegründet. Stand 2024 hat Lighthouse Reports Serien und Untersuchungen mitveröffentlicht, die mehr als 30 Millionen Menschen bei 100 Medienpartnern verschiedener Formate erreichten.
Die Stiftung finanziert sich über grundlegende Förderungen anderer Stiftungen, Einnahmen aus Medienproduktionen, projektbezogenen Zuschüssen, Einnahmen aus Verträgen sowie Produktions- und Schulungsgebühren von Medienpartnern. Sie erhielt 2021 eine Schenkung von der größten niederländischen Wohltätigkeitslotterie Nationale Postcode Loterij (Nationale Postleitzahlen-Lotterie). Die Lotterie legte fest, dass das Geld für den Start mindestens drei neuer Kooperationsprojekte und die Ergänzung des Teams um weitere Experten mit spezifischen Recherchefähigkeiten zu verwenden war.

## Profil
Lighthouse Reports leistet laut Eigendarstellung (Stand Oktober 2024) Pionierarbeit im Bereich des kollaborativen Journalismus und arbeitet mit führenden Medien der Welt zusammen, um fundierte Recherchen von öffentlichem Interesse zu liefern. Die Hauptthemen sind Migration, Klima, Konflikte und Korruption. Für die kollaborative Arbeit werden von Lighthouse Reports Newsrooms zu bestimmten Themen aufgebaut sowie Redakteure, Tools und Ressourcen für die Arbeit von Journalisten zur Verfügung gestellt. Die Ergebnisse sollen die Öffentlichkeit über bestehende Kommunikationsmedien erreichen.

## Investigative Recherchen (Auswahl)
2020 veröffentlichten Der Spiegel, das Fernsehmagazin Report Mainz und Lighthouse Reports tiefer recherchierte Fakten zum systematischen Aussetzen von Bootsmigranten durch die griechische Küstenwache.
Zum Spekulationshandel an den Rohstoffbörsen und den Einfluss auf das weltweite Steigen der Lebensmittelpreise veröffentlichte 2022 unter Führung von Lighthouse Reports ein Rechercheteam, zu dem unter anderem die afrikanische Wochenzeitung The Continent, Der Spiegel, die italienische Wochenzeitung Internazionale sowie die internationale Plattform openDemocracy gehörten.
Zusammen mit dem Digitalmagazin Wired bewies Lighthouse Reports ethnische und geschlechtsspezifische Diskriminierung, und damit einhergehend eine automatisierte intransparente Risikobewertung der Stadt Rotterdam, die einen Blackbox-Algorithmus nutzte. Der Algorithmus wertete für die Behörden über viele Jahre Daten von Sozialhilfeempfängern aus und gab eine Risikoeinstufung für Sozialhilfebetrug an. Das Risiko sollte z. B. nur deshalb höher sein, weil jemand eine Frau mit Kindern war oder geringe Niederländischkenntnisse hatte.
Die Recherchen mündeten in eine Serie von weiteren tiefergreifenden Untersuchungen und Veröffentlichungen zum Ausmaß der Überwachung von Sozialleistungen und der automatisierten Entscheidungsfindung in sechs europäischen Ländern. An der Zusammenarbeit beteiligt waren unter anderem Le Monde, El Confidencial und Svenska Dagbladet.

## Auszeichnungen
- 2019 Citi Journalistic Excellence Award (Auszeichnung für guten Wirtschaftsjournalismus der Citibank) zusammen mit NRC Handelsblad[15]
- 2021 De Tegel (wichtigste niederländische Auszeichnung für Journalismus) zusammen mit der Sendung Pointer der niederländischen Rundfunkgesellschaft KRO-NCRV[16]
- 2023 IJ4EU Impact Award (Preis für grenzüberschreitenden investigativen Journalismus in Europa)[17]
- 2025 nominiert für Grimme-Preis 2025 (für Ausgesetzt in der Wüste: Europas tödliche Flüchtlingspolitik)[18]